# Prosimulium orientalis
Prosimulium orientalis är en tvåvingeart som först beskrevs av M. Josephine Mackerras 1950.  Prosimulium orientalis ingår i släktet Prosimulium och familjen knott. Inga underarter finns listade i Catalogue of Life.